# Pantonyssus obscurus
Pantonyssus obscurus là một loài bọ cánh cứng trong họ Cerambycidae.